# La alegría del batallón
La alegría del batallón es un cuento militar en un acto y cuatro cuadros en prosa, con música de José Serrano y texto de Carlos Arniches y Félix Quintana. La obra fue estrenada el 11 de marzo de 1909 en el Teatro Apolo de Madrid.

## Elenco del estreno
Estuvieron en el reparto del estreno:
- Joaquina Pino, como Dolores.
- Carlos Rufart, como Rafael.
- Antonio Moreno, como Tajuña.
- José Moncayo, como Cascale.

## Argumento
Situado durante la primera guerra carlista, en la comarca del Maestrazgo. Un soldado roba las joyas de la Virgen del monasterio de Lucena del Cid y las entrega como regalo a su novia. Como consecuencia de su acto, es condenado a muerte, pero Cascales (llamado “la alegría del batallón” por sus compañeros), al que el soldado ladrón había salvado la vida en combate, interviene diciendo que ha sido un milagro de la Virgen, cosa que nadie se atreve a desmentir. Con ello el soldado ladrón salva su vida.

## Música
Acto único:
- 1: Preludio y canción-guajira de Tajuña:  «Aquí está quien lo tiene to… Al mismito rey del moro».
- 2. Jota del gato: «A ver si te han guipao».
- 2. Intermedio y romanza de Dolores: «La que quiera sabé».
- 3. Dúo de Dolores y Rafael: «Ay Rafaé de mi arma».
- 4. Intermedio.
- 5. Canción gitana: «¿Cuál será la suerte del pobre soldao?... A una gitana preciosa».

## Personajes
- Dolores: Gitana enamorada de Rafael, mezzosoprano.
- Rafael: Soldado gitano, barítono.
- Tajuña: Soldado, tenor.
- Cascales: Soldado apodado “la alegría del batallón”, actor.